# Londigny
Londigny är en kommun i departementet Charente i regionen Nouvelle-Aquitaine i västra Frankrike. Kommunen ligger  i kantonen Villefagnan som ligger i arrondissementet Confolens. År 2022 hade Londigny 246 invånare.

## Befolkningsutveckling
Antalet invånare i kommunen Londigny
Referens:INSEE